# Sally Walker
"Sally Walker" é uma canção gravada pela rapper australiana Iggy Azalea para seu segundo álbum de estúdio, In My Defense (2019). Foi lançada como o primeiro single do álbum em 15 de março de 2019, de forma independente por sua própria gravadora Bad Dreams Records via Empire Distribution. A canção foi escrita por Azalea ao lado de seu produtor J. White Did It. O vídeo musical que acompanha a faixa, dirigido por Colin Tilley, foi lançado no mesmo dia. 

## Antecedentes e divulgação
Em 11 de dezembro de 2018, Azalea compartilhou uma prévia da canção através do Instagram. Em fevereiro de 2019, o anúncio do lançamento do single foi acompanhada por uma foto de Azalea com uma "maquiagem dramática de olho azul-cobalto e um lábio vermelho arrojado" com um "visual Barbie-esque" na frente de um fundo laranja-sangue. O título da música está em forma de cruz acima da sua cabeça, e abaixo de Azalea estão as palavras "A Celebration of Life" (Uma Celebração da Vida, em tradução literal) e a data de lançamento. A arte atraiu comparações com o personagem Lola do filme Shark Tale de 2004. A capa oficial do single foi então revelada alguns dias depois e contou com a rapper posando no capô de um carro funerário com um véu vermelho gigante. A canção é uma referência a rima infantil Little Sally Walker. Personalidade da Internet e maquiador James Charles, que fez a maquiagem de Azalea para a imagem de divulgação, filmou um tutorial de maquiagem com Azalea antes do lançamento oficial.

## Composição
"Sally Walker" foi escrita por Azalea ao lado de seu produtor J. White Did It, que também é produtor executivo de In My Defense. A faixa tem dois minutos e cinquenta e oito segundos de duração. É uma canção de hip-hop inspirada na sonoridade trap, que inclui uma melodia de piano. Sua batida foi notada como similar a "Money" (2018) de Cardi B, que também foi produzida por White, e "Humble" de Kendrick Lamar (2017), produzida por Mike Will Made It. A canção interpola a cantiga popular de mesmo nome e segue o mesmo fluxo. As letras "atrevidas e pesadas" são descritas como apresentando "uma Iggy que não é incomodada por críticas, já que ela é sua fã número um".

## Recepção critica
Mike Nied, do Idolator, disse que a canção "dá um novo toque ao tão amado hino infantil", descrevendo-a como "twerkable e melódica, é uma das faixas mais instantâneas de Iggy até hoje". Escrevendo para a revista V, Julian Wright afirmou que Azalea "mostra sua destreza lírica e entrega lúdica" e a canção "tece através de refrões recheados de rima repetitiva do jogo e bares inteligentes entregues com peso". HipHopDX comentou que "Iggy vem fazendo um enorme esforço com sua carreira ultimamente, e tem valido a pena, já que muitos dos trabalhos que ela coloca realmente dão tapas", enquanto Rap-Up afirmou que "a twerk-ready explosiva marca um retorno às raízes de mixtape de Iggy."

## Vídeo musical

### Antecedentes e lançamento
Azalea vem divulgando prévias do vídeo musical de "Sally Walker" desde que postou um telefone para o clipe no Twitter . Ela compartilhou várias fotos do vídeo, que a apresentam sentada em cima de carros em roupas elaboradas.  O clipe acompanhou o lançamento da música em 15 de março de 2019. Foi dirigido por Colin Tilley, que anteriormente dirigiu os vídeos de Azalea para "Savior" (2018) e "Kream" (2018).  Apresenta participações do maquiador James Charles e das drag queens Shea Couleé, Vanessa Vanjie Mateo e Mayhem Miller.

### Sinopse
O vídeo musical tem um enredo com tema de funeral. Ele abre com a Drag Queen Shea Couleé acertando acidentalmente, com o seu carro a personagem-título, Sally Walker. "Sua mãe não a ensinou a não brincar na rua?" ela imagina. Além de Shea Couleé, o vídeo musical ainda conta com as participaçoes de outras ex-participantes do Reality Show, RuPaul's Drag Race, como Mayhem Miller e Vanessa Vanjie Mateo.  Enquanto o vídeo avança para o funeral de Sally, onde uma Azalea de cabelo lavanda está batendo nos bancos da igreja.  O vídeo termina com uma prévia de "Started", segundo single do álbum.